# Biskajersplein
La Biskajersplein, en flamand occidental du nord (et en brugeois) Bieskoajr-pling, est une place du centre de Bruges.

## Historique
Deux maisons ont été achetées, en 1494, par des marchands de Biscaye. Celles-ci furent converties, en 1512, en représentation de leur corporation. Antonius Sandérus l'appelait la domus Cantabrica. Celle-ci est restée en grande partie intacte jusqu'en 1837. Le Kraanrei, à proximité, n'était pas encore comblé et portait alors le nom de Corte Spegel Reye, et menait au Waterhalle.
En raison de la présence proche des sièges des corporations de Castille et Navarre, le quartier fut appelé « Spaans Kwartier » (« quartier espagnol »).

## Culture et patrimoine

### Patrimoine
La place est le site de l'une des résidences du Collège d'Europe appelée simplement « Biskajer ».

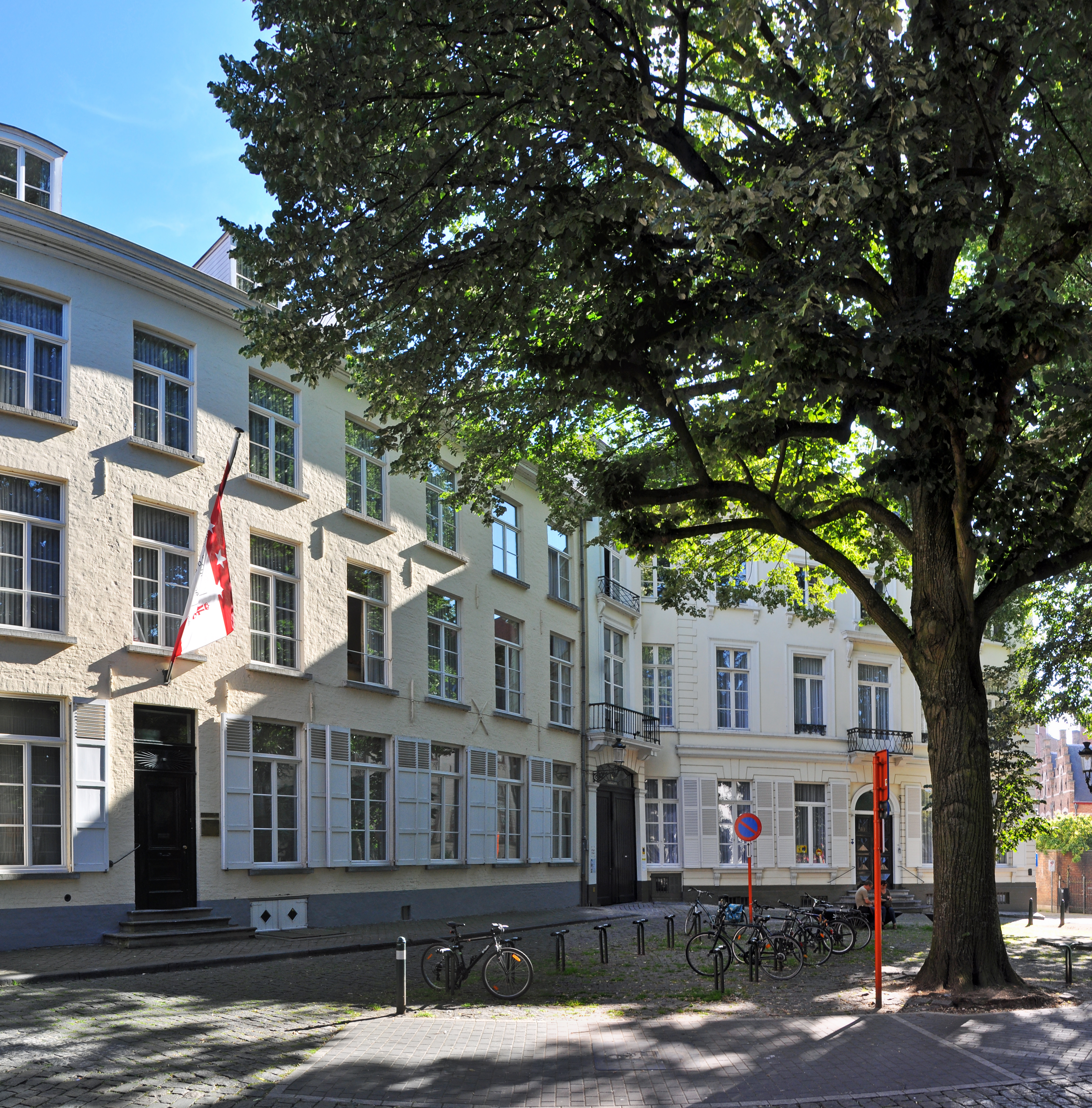
La place, avec l'entrée de la résidence (le drapeau du Collège d'Europe) se trouve à l'entrée.
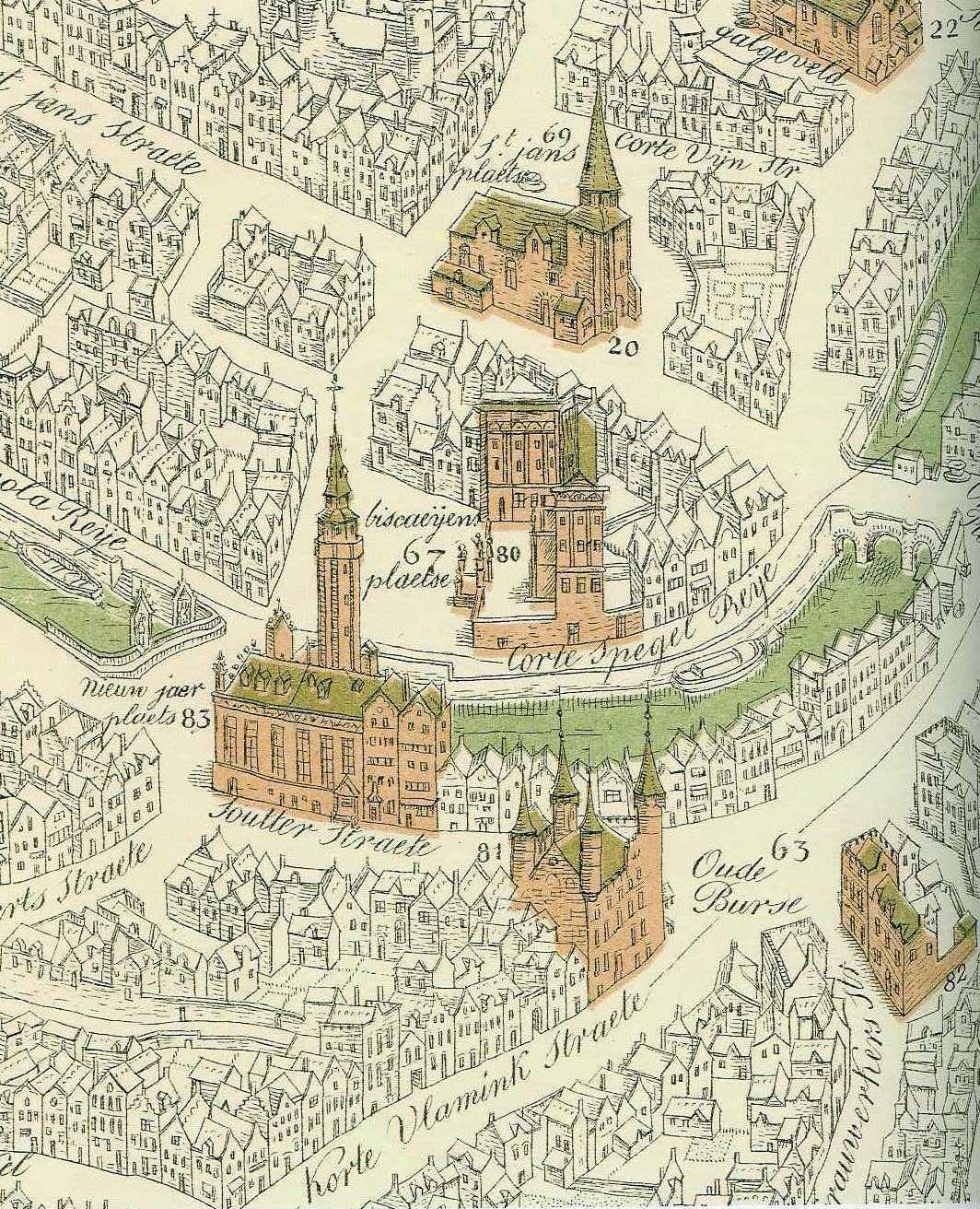
La place et ses environs en 1562 extrait d'un plan de Marcus Gerards.

### Résidents notables
Parmi les résidents de la rue figurent :
- Hubert Goltzius, qui y avait son imprimerie en 1562 ;
- Olivier Roels ;
- Maurice De Meester.

## Sources
- (nl) Cet article est partiellement ou en totalité issu de l’article de Wikipédia en néerlandais intitulé « Biskajersplein » (voir la liste des auteurs).